# Mimallygus saracinus
Mimallygus saracinus är en insektsart som beskrevs av Alexander Fyodorovich Emeljanov 1964. Mimallygus saracinus ingår i släktet Mimallygus och familjen dvärgstritar. Inga underarter finns listade i Catalogue of Life.